# Мехдия
Мехдия (араб. المهدية‎) — город в Марокко на берегу Атлантического океана, на южном берегу реки Себу, близ её устья, к западу от города Кенитра. Административно относится к провинции Кенитра области Рабат — Сале — Кенитра.

## История
Древний город Фимиатериум (Фимиатерион, Тимиатерион, Тимиатерий, др.-греч. Θυμιατήριον) основан Ганноном, посланным карфагенским сенатом, в VI или V веке до н. э. Согласно периплу, составленному об этой экспедиции, произошло это через два дня после того, как флот Ганнона миновал Геркулесовы столбы.
В 1515–1541 гг. — колония Португалии. В 1515 году португальский король Мануэл I построил крепость, которая получила название Мамора (порт. São João da Mamora), также Мамура (аль-Мамура, Эль-Маамура). Папа Лев X издал буллу, разрешающую завоевать Мамора. Был послан флот из 200 кораблей с 8 тысячами солдат для основания колонии под командованием Антониу де Норонья. Согласно хронике Дамиана де Гойша арабы напали в том же году на колонистов, португальцы потеряли 4 тысячи солдат и 100 кораблей. В 1614—1681 гг. оккупирован Испанской империей. В 1681 году султан Марокко Мулай Исмаил изгнал испанцев из Мамуры. В 1911 году оккупирован Французской империей. В ходе Операции «Гоулпоуст» в ночь на 8 ноября 1942 года в городе Мехдия высадились 9 тысяч американских солдат под общим командованием генерал-майора Джорджа Паттона. Целью северной ударной группы был аэродром в Порт-Лиоте (ныне Кенитра), обладавший единственной в Марокко бетонной взлетно-посадочной полосой.